# 원순서 집합
순서론에서 원순서 집합(原順序集合, 영어: preordered set, proset)은 그 속의 두 원소를 추이적으로 비교할 수 있는 집합이다. 부분 순서 집합과, 동치 관계를 갖는 집합의 공통적인 일반화이다. 어떤 집합의 몫집합 위의 부분 순서로도 생각할 수 있다.

## 정의
원순서 집합의 개념은 다음과 같이 세 가지로 정의할 수 있으며, 이들은 서로 동치이다.
- 순서론적으로, 특별한 이항 관계를 갖춘 집합으로 여길 수 있다.
- 범주론적으로, 특별한 작은 범주로 여길 수 있다.
- 위상수학적으로, 특별한 종류의 위상 공간으로 여길 수 있다.

### 순서론적 정의
집합 {\displaystyle X} 위의 원순서는 다음 조건들을 만족시키는 이항 관계 {\displaystyle {\lesssim }\subseteq X^{2}}이다.
- (반사성) 임의의 {\displaystyle a\in X}에 대하여, {\displaystyle a\lesssim a}
- (추이성) 임의의 {\displaystyle a,b,c\in X}에 대하여, {\displaystyle a\lesssim b\lesssim c}라면 {\displaystyle a\lesssim c}

원순서를 갖춘 집합을 원순서 집합(영어: preordered set, proset)이라고 한다. 이 정의에 반대칭성({\displaystyle a\lesssim b\land b\lesssim a\implies a=b})을 추가하면 부분 순서를 얻는다.

### 범주론적 정의
얇은 범주(-範疇, 영어: thin category) {\displaystyle {\mathcal {C}}}는 다음 조건을 만족시키는 범주이다.
- 임의의 두 대상 {\displaystyle X,Y\in {\mathcal {C}}} 및 그 사이의 두 사상 {\displaystyle f,g\colon X\to Y}에 대하여, {\displaystyle f=g}이다.  즉, 사상 모임 {\displaystyle \hom _{\mathcal {C}}(X,Y)}는 한원소 집합이거나 공집합이다.

범주론적으로, 원순서 집합은 얇은 작은 범주이다. 구체적으로, 원순서 집합 {\displaystyle (X,\lesssim )}은 다음과 같은 범주로 여길 수 있다.
- {\displaystyle (X,\lesssim )}의 대상은 {\displaystyle X}의 원소이다.
- {\displaystyle (X,\lesssim )}의 사상은 {\displaystyle a\lesssim b}인 두 원소의 순서쌍 {\displaystyle (a,b)}이며, 이는 {\displaystyle a}에서 {\displaystyle b}로 가는 사상이다. 즉, 사상 모임이 다음과 같다.
{\displaystyle \hom(a,b)={\begin{cases}\{(a,b)\}&a\lesssim b\\\varnothing &a\not \lesssim b\end{cases}}}

### 위상수학적 정의
알렉산드로프 공간(Александров空間, 영어: Alexandrov space)은 임의의 열린집합들의 (유한 또는 무한) 족의 교집합이 열린집합인 위상 공간이다.
알렉산드로프 공간의 개념은 원순서 집합의 개념과 동치이다. 구체적으로, 임의의 위상 공간 {\displaystyle X}에 대하여 다음과 같은 원순서를 줄 수 있다.
{\displaystyle x\lesssim y\iff x\in \operatorname {cl} \{y\}}
여기서 {\displaystyle \operatorname {cl} \{y\}}는 한원소 집합의 폐포이다. 반대로, 임의의 원순서 집합 {\displaystyle (X,\lesssim )}이 주어졌을 때, 상집합을 열린집합으로, 하집합을 닫힌집합으로 하는 위상을 부여할 수 있으며, 이렇게 하여 얻는 위상 공간은 항상 알렉산드로프 공간이다. 사실, 이러한 대응 관계는 원순서 집합과 순서 보존 함수의 범주 {\displaystyle \operatorname {Proset} } 및 위상 공간과 연속 함수의 범주 {\displaystyle \operatorname {Top} } 사이의 한 쌍의 수반 함자
{\displaystyle \operatorname {Proset} \leftrightarrows \operatorname {Top} }
를 이루며, {\displaystyle \operatorname {Top} }를 알렉산드로프 공간의 범주로 제한하면 범주의 동형이 된다.

## 성질
원순서 집합 {\displaystyle (X,\lesssim )}가 주어졌을 경우, {\displaystyle X} 위에 다음과 같은 동치 관계를 정의하자.
{\displaystyle a\sim b{\stackrel {\text{def}}{\iff }}a\lesssim b\land b\lesssim a}
이에 따른 몫집합 {\displaystyle X/{\sim }} 위에서 {\displaystyle \lesssim }은 부분 순서를 정의한다. 반대로, 어떤 집합 {\displaystyle X}의 몫집합 위에 부분 순서가 주어졌다면, 이는 {\displaystyle X} 위의 원순서를 정의한다.
크기가 {\displaystyle n}인 유한 집합 위의 가능한 원순서의 수는 다음과 같다 ({\displaystyle n=0,1,2,\dots }).
1, 1, 4, 29, 355, 6942, 209527, 9535241, 642779354, (OEIS의 수열 A798)
유한 집합 위의 위상들과 원순서들 사이에는 표준적인 일대일 대응이 존재한다. 구체적으로, 위상 {\displaystyle {\mathcal {T}}} (열린집합들의 집합)가 주어졌다면,
{\displaystyle a\lesssim b{\stackrel {\text{def}}{\iff }}\left(\forall U\in {\mathcal {T}}\colon b\in U\implies a\in U\right)}
와 같이 원순서를 정의할 수 있다. 반대로, 원순서 {\displaystyle \lesssim }가 주어졌다면,
{\displaystyle \{\{a\colon a\lesssim b\}\colon b\}}
를 기저로 하는 위상을 정의할 수 있다.

## 예
범주 {\displaystyle {\mathcal {C}}} 속의 대상 {\displaystyle X\in {\mathcal {C}}}가 주어졌다고 하자. 그렇다면, 범주 {\displaystyle \operatorname {Mono} ({\mathcal {C}})/X}를 다음과 같이 정의하자.
- {\displaystyle \operatorname {Mono} ({\mathcal {C}})/X}의 대상은 공역이 {\displaystyle X}인 {\displaystyle {\mathcal {C}}}-단사 사상 {\displaystyle m\colon Y\hookrightarrow X}이다.
- {\displaystyle \operatorname {Mono} ({\mathcal {C}})/X}의 두 대상 {\displaystyle \iota \in \hom _{\mathcal {C}}(Y,X)}, {\displaystyle \iota '\in \hom _{\mathcal {C}}(Y',X)} 사이의 사상 {\displaystyle f\colon \iota \to \iota '}는 {\displaystyle \iota =\iota '\circ f}가 되는 {\displaystyle {\mathcal {C}}}-사상 {\displaystyle f\colon Y\to Y'}이다.

그렇다면, {\displaystyle \operatorname {Mono} ({\mathcal {C}})/X}는 (단사 사상의 정의에 따라) 얇은 범주이다. 이에 대응하는 부분 순서 모임은 {\displaystyle X}의 부분 대상들의 모임 {\displaystyle \operatorname {Sub} (X)}이다.
마찬가지로, 범주 {\displaystyle X\backslash \operatorname {Epi} ({\mathcal {C}})}를 다음과 같이 정의하자.
- {\displaystyle X\backslash \operatorname {Epi} ({\mathcal {C}})}의 대상은 정의역이 {\displaystyle X}인 {\displaystyle {\mathcal {C}}}-전사 사상 {\displaystyle \pi \colon X\twoheadrightarrow Y}이다.
- {\displaystyle X\backslash \operatorname {Epi} ({\mathcal {C}})}의 두 대상 {\displaystyle \pi \in \hom _{\mathcal {C}}(X,Y)}, {\displaystyle \pi '\in \hom _{\mathcal {C}}(X,Y')} 사이의 사상 {\displaystyle f\colon \pi \to \pi '}는 {\displaystyle f\circ \pi =\pi '}가 되는 {\displaystyle {\mathcal {C}}}-사상 {\displaystyle f\colon Y\to Y'}이다.

그렇다면, {\displaystyle X\backslash \operatorname {Epi} ({\mathcal {C}})}는 (전사 사상의 정의에 따라) 얇은 범주이다. 이에 대응하는 부분 순서 모임은 {\displaystyle X}의 몫 대상들의 모임 {\displaystyle \operatorname {Quot} (X)}이다.

## 같이 보기
- 부분 순서 집합
- 동치 관계
- 전순서 집합
- 상향 원순서 집합